# رستم میرزا تیموری
رستم میرزا (۱۳۸۱–۲۵/۱۴۲۴) شاهزاده تیموری و نوه تیمور، فاتح آسیای میانه، از پسر بزرگش عمر شیخ میرزا اول بود.

رستم میرزا که هرگز به عنوان یک پادشاه مستقل حکمرانی نکرد، در وهله اول با حکومت خود بر شهر اصفهان شناخته می‌شود. او پس از مرگ تیمور، در جنگ‌های جانشینی او، چندین بار به قدرت دست یافت و هر بار حکومت را از دست داد.